# Lysitermoides transversus
Lysitermoides transversus är en stekelart som beskrevs av Van Achterberg 1995. Lysitermoides transversus ingår i släktet Lysitermoides och familjen bracksteklar. Inga underarter finns listade i Catalogue of Life.